# ألمنيوم كلوفيبرات
ألمنيوم كلوفيبرات هو من مشتقات الفيبرات.

## الاستخدام
في حالة فرط شحميات الدم.